# Tambun Sungkean
Tambun Sungkean is een bestuurslaag in het regentschap Samosir van de provincie Noord-Sumatra, Indonesië. Tambun Sungkean telt 713 inwoners (volkstelling 2010).